# Beceite
Beceite (Beseit en catalan, Bezeit en aragonais) est une commune d’Espagne, dans la province de Teruel, communauté autonome d'Aragon comarque de Matarraña.

## Géographie
Elle fait partie de la Frange d'Aragon, Quatre rivières parcourent son territoire : le Matarraña et ses affluents l'Ulldemó, l'Algars et la Pena.
Le village se situe aux pieds d'une chaîne de montagnes appelée "Puertos de Beceite" ou "Ports de Beseit" en catalan.

## Histoire
On a retrouvé des peintures rupestres, au lieu-dit La Fenellosa, ce qui atteste la présence d'habitants dans cette zone, il y a 2 000 ans.
L'actuel emplacement du village a été choisi par les Arabes au VIIIe siècle. Le nom Beceite vient certainement du nom Abu Zeit qui a également donné le nom à Calaceite (Calat Zeit qui veut dire Château appartenant à Zeit). Ce n'est réellement qu'au XIIe siècle que le village prit son essor sous le règne d'Alphonse II d'Aragon.
Beceite fut incendié et mis à sac 3 fois durant les siècles suivants (Guerre de Succession, Guerre napoléonienne et Guerre carliste).
Durant la guerre civile, une bonne partie du patrimoine artistique de la ville fut perdu.
Au XVIIIe et XIXe siècles, de nombreuses fabriques de papier ont vu le jour. En 1900, Beceite comptait 2200 habitants. 1960 marque la fin de cette industrie, de même que le début du dépeuplement.
Depuis le 1er juillet 2002, le village fait partie de la comarque de Matarraña (Comarca del Matarraña) qui comprend 18 communes. Le but de cette association est d'éviter la désertification de ce territoire en créant de nouveaux emplois surtout dans le secteur tertiaire (tourisme).

## Démographie
| 1900 | 1998 | 2005 |
| ---- | ---- | ---- |
| 2200 | 690  | 603  |

## Économie
- Le vignoble d'Aragon.

Beceite fait partie de la zone de production agricole de deux produits possédant un label de qualité de l'Union européenne :
- L'appellation d'origine d'un jambon « jamón de Teruel/paleta de Teruel » préservée via une AOP.
- L'appellation d'origine d'un huile d'olive « aceite del Bajo Aragón » préservée via une AOP.

## Lieux et monuments
- Autrefois, le village était entouré de remparts, quelques portes subsistent dont les portes San Roque et San Gregorio.

- La mairie comporte une grande loge.

- L'église paroissiale de San Bartolomé, est une construction baroque du XVIIIe siècle qui a pris la place d'une construction gothique.

- L'ermitage (XVIIIe) et le pont de Santa Anna à l'entrée de la ville.

- Le barrage et son lac.

## Fêtes
- Les fêtes du village se tiennent du 24 au 26 août en l'honneur de San Bartolomé (patron du village).